# Filip Lešťan
Filip Lešťan, född 26 november 1997 i Zilina, är en slovakisk före detta professionell ishockeyspelare.